# Лів Морган
Джіонна Даддіо (англ. Gionna Daddio, нар. 8 червня 1994) — американська професійна реслерка та акторка. Вона виступає у WWE, на бренді RAW під псевдонімом Лів Морган (англ. Liv Morgan). Джіонна є чотириразовою командною чемпіонкою WWE серед жінок разом з Ракель Родрігес, дворазовою чемпіонкою світу, чинною і першою чемпіонкою Crown Jewel.
У 2014 році Даддіо підписала контракт з WWE, і почала тренування у WWE Performance Center, а пізніше почала виступати на підготовчому бренді NXT під ім’ям Лів Морган. У 2017 році вона перейшла до основного ростеру, де вона об’єдналася з Рубі Райотт і Сарою Логан, щоб сформувати угрупування The Riott Squad. Після того, як у 2019 році угрупування розформувалося, вона почала сольну кар'єру. Після кількох місяців одиночних виступів, вона возз’єдналася з Райотт. Вони виступали разом до звільнення Райотт у 2021 році. У 2022 році Даддіо виграла жіночий матч з драбинами за кейс Money in the Bank і того ж вечора закешила його, перемігши Ронду Роузі, вигравши Чемпіонство SmackDown серед жінок, перший титул у її реслінг кар’єрі. У 2023 році вона утворила команду з Ракель Родрігес, і з тої пори вони вигравали командні чемпіонства WWE серед жінок рекордні чотири рази.

## Раннє життя
Джіонна Даддіо народилася в Моррістауні, Нью-Джерсі 8 червня 1994 року. Вона виросла в сусідньому Елмвуд-Парку, Нью-Джерсі. Вона має чотирьох старших братів і сестру; після смерті батька Даддіо, її мати виховувала всіх шістьох дітей самотужки. Даддіо є давнім фанатом професійного реслінгу, і займалася реслінгом на задньому дворі зі своїми братами і сестрами. Вона описує ці поєдинки як ключові для початку її шляху до реслінгу:
|  | Я буквально приймала педігрі та павербомби наче це була моя робота. Я завжди уявляла себе Літою. Всі діви були такими гламурними і жіночними, а я була томбоєм, і не мала гарного одягу. Коли я побачила Літу, яка виходить у мішкуватих штанах і кросівках, змагаючись з хлопцями, я думала вона була найкрутішою у світі. Я відчувала спорідненість між нами. |

Даддіо колишня чирлідерка  і працювала моделлю для мережі ресторанів Hooters. Там вона зустріла свого колишнього партнера Енцо Аморе, який познайомив її з реслінг залом і WWE.

## Кар'єра у професійному реслінгу

### WWE

#### NXT (2014–2017)

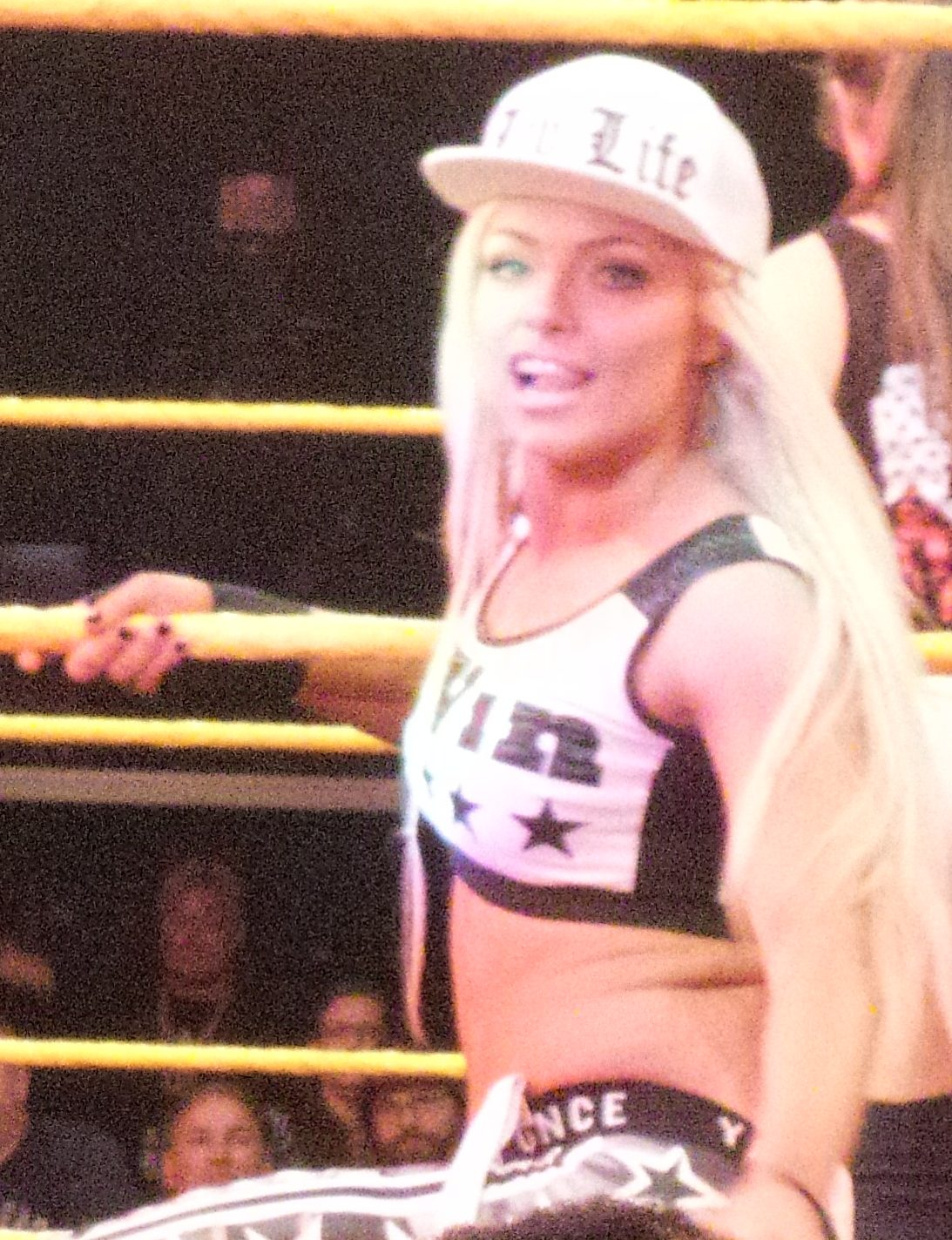
Морган на NXT у 2015 році

У 2014 році, після того, як її побачили в спортзалі Джо ДеФранко у Вікоффі, Нью-Джерсі, Даддіо підписала контракт із WWE, потрапивши до їхнього підготовчого майданчика NXT у жовтні 2014 року 11 лютого 2015 року вона вперше з’явилася на телебаченні на PPV NXT TakeOver: Rival, будучи фанаткою, який кинулася на Тайлера Бриза під час його виходу. Вона з’явилася на NXT TakeOver: Unstoppable 20 травня, знову як частина виходу Бріза. У жовтні 2015 року вона недовго працювала під псевдонімом Марлі, дебютувавши 4 листопада на випуску NXT, де вона виступала як джоббер і програла Єві Марі.
2 грудня на випуску NXT, Даддіо повернулася під новим псевдонімом Лів Морган, програвши Еммі. 13 січня 2016 року на випуску NXT, Морган брала участь у батл-роялі за претендентство номер один за жіноче чемпіонство NXT проти Бейлі, який виграла Кармелла. 31 серпня на випуску NXT Морган здобула свою першу перемогу на телебаченні, перемігши Алію. Пізніше вона почала протистояння з The Iconic Duo (Біллі Кей і Пейтон Ройс), маючи суперечку з обома після її матчу, що призвело до матчу між Морган і Кей через два тижні, який Кей виграла після втручання Ройс. Потім вона змагалася проти Ройс на випуску NXT 16 листопада, який закінчився дискваліфікацією після того, як Кей втрутилася в матч, атакуючи Морган і Алію, поки Ембер Мун не врятувала їх. Ці троє зіткнулися в командному поєдинку з шести осіб проти Кей, Ройс та Дарії Беренато на випуску NXT 23 листопада, і команда Морган перемогла.

#### The Riott Squad (2017–2019)

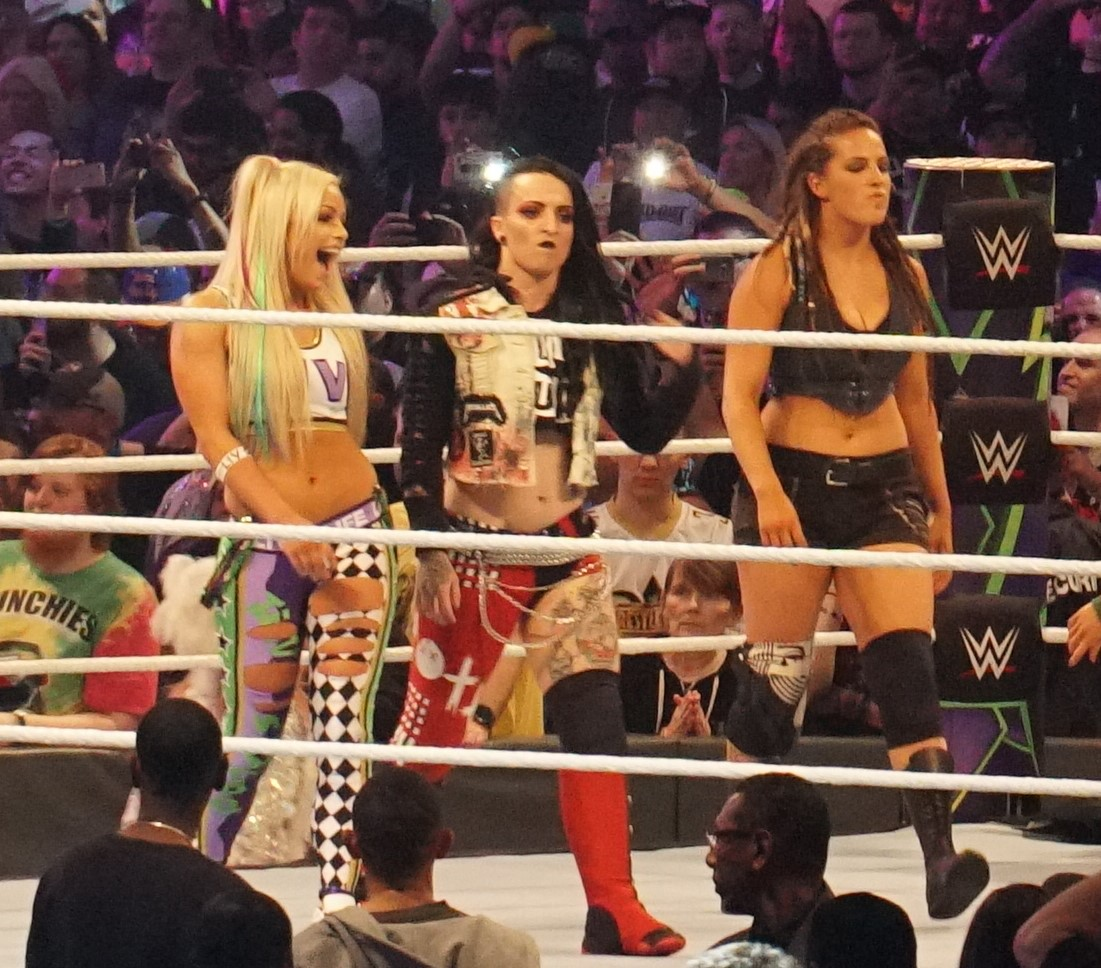
Морган (ліворуч) разом із напарницями по The Riott Squad Рубі Райотт (у центрі) і Сарою Логан (праворуч) на Реслманії 34

21 листопада 2017 року на випуску SmackDown Live, Морган дебютувала в основному ростері разом із Рубі Райотт і Сарою Логан, атакувавши Беккі Лінч і Наомі, утвердивши себе як хілів. Тієї ж ночі вони перервали матч між чемпіонкою SmackDown серед жінок Шарлоттою Флер і Наталею, а потім напали на них обох. Наступного тижня на SmackDown Live, тріо, яке тепер називається «The Riott Squad», дебютувало на рингу на бренді, перемігши Флер, Наомі та Наталю в командному матчі з шести жінок. 28 січня 2018 року, Морган взяла участь у першому жіночому матчі Королівської Битви на однойменному PPV під номером 11, але була викинута Мішель МакКул. Морган провела деют на Реслманії на Реслманії 34 8 квітня, взявши участь у жіночому батл-роялі на 20 жінок, але не змогла виграти матч.
16 квітня The Riott Squad було задрафтовано на бренд Raw у рамках WWE Superstar Shake-up 2018, і перервали матч між Бейлі та Сашою Бенкс, який закінчився без результату. На першому жіночому PPV Evolution 28 жовтня? The Riott Squad програли Наталі, Бейлі та Саші Бенкс. 27 січня 2019 року на Королівській Битві, Морган брала участь у жіночому матчі Королівської Битви, лише для того, щоб першою вилетіти після 8 секунд, встановивши рекорд за найкоротший час у жіночому матчі Royal Rumble. Морган і Логан брали участь у матчі Elimination Chamber проти шести командами за інавгураційне командне чемпіонство WWE серед жінок на однойменному PPV 17 лютого, де вони були третьою командою, яку було еліміновано Наєю Джакс і Таміною. Морган брала участь на Реслманії 35 7 квітня у жіночому батл-роялі, який зрештою виграла Кармелла.

#### Зміна брендів (2019–2022)

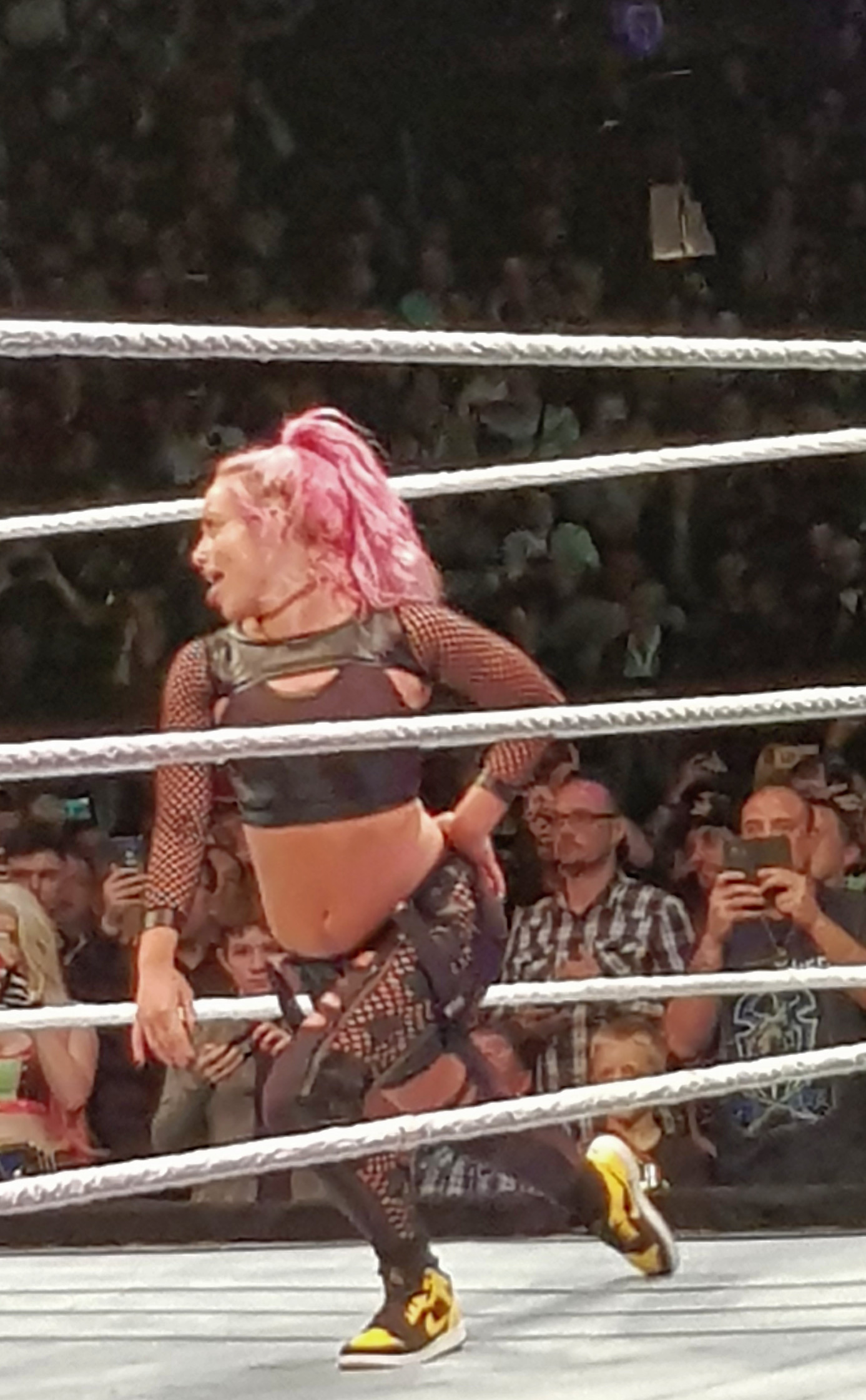
Морган у 2019 році

16 квітня, Морган була переведена на бренд SmackDown у рамках Superstar Shake-up, фактично розпустивши The Riott Squad. 16 липня, на випуску SmackDown Live, Морган стала фейсом, коли вона протистояла Шарлотті Флер і зіткнулася з нею в матчі, в якому Морган програла через підкорення.
14 жовтня на випуску Raw, Морган став останнім вибором на драфті, повернувшись на бренд Raw.  Протягом грудня транслювалися віньєтки, які анонсують повернення Морган. Морган повернулася на телебачення на випуску Raw 30 грудня, під час сюжетного весілля Боббі Лешлі та Лани, перервавши процес і зізнавшись у коханні до Лани. Після того, як Лана згодом напала на неї, вона приєдналася до Русєва, який ворогував з Ланою та Лешлі, таким чином закріпивши свій статус фейса.  Морган перемогла Лану 27 січня 2020 року на випуску Raw, зробивши це ще раз наступного тижня. Після того, як її протистояння з Ланою закінчилося, Морган вступила у ворожнечу зі своєю колишньою напарницею по команді Riott Squad Рубі Райотт, яка пішла проти неї після повернення. На випуску Raw від 2 березня, Морган перемогла Райотт, де Сара Логан була спеціально запрошеним рефері. На Elimination Chamber 8 березня, Морган взяла участь у своєму другому матчі Elimination Chamber, під час якого її елімінувала остаточна переможниця Шайна Базлер .  На пре-шоу Реслманії 36 5 квітня, Морган перемогла Наталю. Після Реслманії, Морган продовжила ворожнечу з Райотт і перемогла її на випусках Raw 20 і 27 квітня відповідно.
Після того, як Морган програла Наталі на випуску Raw від 22 червня, Рубі Райотт спробувала втішити Морган за лаштунками після її програшу, на що вона відмовилася. На випуску Raw від 3 серпня, Райотт запропонувала Морган приєднатися до неї реформувавши The Riott Squad, але їх перервали The IIconics, які висміяли обох; це призвело до командного матчу, де Морган і Райотт перемогли IIconics. На Payback 30 серпня, Морган і Райотт (тепер знову офіційно The Riott Squad) перемогли The IIconics і ще раз наступної ночі на Raw, змусивши The IIconics розпуститися згідно з умовою матчу.
У рамках драфту 2020 року в жовтні, Морган і Ріотт були задрафтовані на бренду SmackDown. Морган виграла матч фатальної четвірки під час першого вечора на SmackDown після драфту, кваліфікувавшись до жіночої команди на Survivor Series 22 листопада, у якому вона та її партнерки по бренду програли. Вони кинули виклик за командне чемпіонство серед жінок на перший вечір Реслманії 37 10 квітня, але не змогли виграти матч. Райотт було звільнено з WWE 2 червня 2021 року, фактично розпустивши The Riott Squad вдруге.
Морган брала участь у матчі Money in the Bank на однойменній події 18 липня, але не змогла виграти матч. На Extreme Rules 26 вересня, Морган перемогла Кармеллу на пре-шоу. У рамках драфту 2021 року Морган була задрафтована на бренду Raw. У жовтні, Морган брала участь у турнірі Queen's Crown, де програла Кармеллі в першому раунді. На випуску Raw від 8 листопада, Морган виграла фатальний 5-сторонній матч, за претенденство за Чемпіонство Raw серед жінок, який тримала Беккі Лінч. Морган отримала титульний матч проти Лінч на випуску Raw від 6 грудня, але програла. Морган не змогла виграти титул у матчі-реванші на Day 1 1 січня 2022 року Вона брала участь у матчі Королівської Битви на однойменному PPV 19 січня, вийшовши під №6, але була викинута Брі Беллою. На Elimination Chamber 19 лютого, Морган взяла участь у матчі Elimination Chamber за претендентство за Чемпіонство Raw серед жінок на Реслманії 38, елімінувавши Дудроп, але була елімінована Алексою Блісс. У березні, Морган почала змагатись у команді з Рією Ріплі, кинувши виклик за командне чемпіонство серед жінок у командному матчі фатальної четвірки другого вечора Реслманії 38 3 квітня, який програли. 18 квітня на випуску Raw вони зустрілися з новими чемпіонками Сашою Бенкс і Наомі за титули, але програли, і після матчу Ріплі атакувала Морган, припинивши їх альянс. На Hell in a Cell 5 червня, Морган, Ей Джей Стайлз і Фін Балор програли Судному Дню (Едж, Деміан Пріст і Рія Ріплі) у командному матчі на 6 людей.

#### Місс Money in the Bank, Чемпіонський рейн і травма (2022–2023)
13 червня випуску Raw, Морган і Алекса Блісс перемогли Дудроп і Ніккі A.S.H., щоб отримати право на участь у жіночому матчі Money in the Bank .  На шоу 2 липня, Морган виграла контракт Money in the Bank, який дозволив їй отримати матч за титул у будь-який час за її вибором. Пізніше того ж вечора, після матчу за Чемпіонство SmackDown серед жінок між Наталією та Рондою Роузі, Морган закешила свій контракт на останній, вигравши титул, ставши третьою жінкою та п'ятою суперзіркою, яка успішно закешила контракті Money in the Bank того самого вечора і вигравши. Матч-реванш між Морган і Роузі був призначений на SummerSlam 30 липня, де Морган контроверсійно зберегла титул; Морган здалася від армбару Роузі, але рефері відрахував до трьох Роузі, плечі якої були на рингу, віддавши перемогу Морган. Після матчу Раузі напала і на Морган, і на арбітра. На Clash at the Castle 3 вересня, Морган зберегла титул проти Шайни Базлер. Роузі виграла фатальний п'ятисторонній матч на вибування на випуску SmackDown 9 вересня, отримавши реванш проти Морган на Extreme Rules . Наступного тижня, Морган викликала Роузі на матч за екстремальні правила за титул, який Роузі прийняла. На шоу 8 жовтня, Морган програла Чемпіонство SmackDown серед жінок Роузі, закінчивши свій рейн у 98-днів.
Морган взяла участь у жіночому матчі Королівської Битви на однойменній події 28 січня 2023 року. Вона вийшла під номером 2 і протрималася понад годину, перш ніж останньою була викинута переможницею матчу та першою учасницею Рією Ріплі; Таким чином, Ріплі та Морган перевершили рекорд Б’янки Белер на перебування у матчі у 56:52, встановлений на Royal Rumble 2021, з офіційним часом 1:01:08 та 1:01:07 відповідно. Потім вона взяла участь у жіночому матчі Elimination Chamber на однойменному заході 18 лютого, але була елімінована Наталією та Аскою.  Під час Ночі 2 Реслманії 39 Морган об’єдналася з Ракель Родрігез, щоб взяти участь у командному матчі фатальної чеивірки WrestleMania Showcase серед жінок, який виграли Ронда Роузі та Шайна Базлер. Наступного вечора на Raw, Морган об’єдналася з Родрігез, щоб перемогти Damage CTRL у матчі за претенденство номер один за командне чемпіонство WWE серед жінок, на матч, який заплановано на наступний тиждень проти діючих чемпіонок Літи та Беккі Лінч. 10 квітня на випуску Raw вони виграли свій матч за титул і стали новими командними чемпіонками, а Морган вперше виграла титул окремо. 21 квітня на випуску SmackDown, Морган і Родрігес зберегли свої титули проти Соні Девіль і Челсі Грін.
У рамках драфту WWE 2023 року Морган була задрафтована на бренд Raw. 19 травня на випуску SmackDown, Морган і Родрігес відмовилися від титулів через травму плеча Морган, завершивши свій перший рейн через 39 днів. Морган повернеться 23 червня на випуску SmackDown. 24 червня 2023 року на випуску SmackDown LowDown було оголошено, що Морган і Родрігес кинуть виклик Роузі та Базлер за командне чемпіонство WWE серед жінок на Money in the Bank . На шоу 1 липня, Морган і Родрігес зіткнулися з Базлер і Роузі за титули і врешті перемогли після того, як Баслер зрадила свою партнерку і напала на Роузі, відкривши двері для Морган, щоб утримати її і виграти матч, зробивши Морган і Родрігес дворазовими командними чемпіонками серед жінок. 17 липня на випуску Raw, Морган і Родрігес програли командні чемпіонства WWE серед жінок Соні Девіль і Челсі Грін через те, що Рія Ріплі напала на них за лаштунками перед їхнім матчем, завершивши другий рейн через 16 днів. Наступного тижня, Морган мала зустрітися з Ріплі, однак матч так і не почався, оскільки Ріплі жорстоко атакувала Морган сталевим стільцем. Це було зроблено для того, щоб усунути Морган з телебачення, оскільки вона отримала чергову травму плеча.

#### Судний день (2024–дотепер)
Після 6-місячної перерви, Морган повернулася на Королівській Битві 2024, вийшовши на матч під номером 30. Морган вибула останньою з матчу другий рік поспіль, викинувши Зої Старк і Джейд Каргілл у процесі, перш ніж її викинула переможниця Бейлі. Потім вона взяла участь у жіночому матчі Elimination Chamber на однойменному заході, але була останньою жінкою, яку елімінувала Беккі Лінч.
На випуску Raw від 8 квітня, Морган атакувала Рію Ріплі у закулісному сегменті, у якому вона по справжньому травмувала її руку, через що Ріплі була змушена вакантувати своє Чемпіонство Світу серед жінок. Наступного тижня, на випуску Raw від 15 квітня, Морган перервала промову Ріплі про те, що вона вакантує титул, одночасно сміючись і знущаючись, при цьому будучи стриманою охороною. Пізніше у закулісному інтерв'ю, вона заявила, що це "карма" за травму, яку нанесла Ріплі їй декілька місяців тому, як виправдання для її нападу, отримавши змішану реакцію від публіки. Протягом наступних тижнів Морган почала проявляти більш лиходійські риси. На King and Queen of the Ring 25 травня, вигравши Чемпіонство Світу серед жінок вдруге після випадкового втручання від Домініка Містеріо. Два вечори потому, Морган здолала Лінч у матчі у сталевій клітці, зберігши титул після чергового ненавмисного втручання від Містеріо, згодом поцілувавши його у губи після матчу. Через тиждень, вона продовжила переслідувати Містеріо, вважаючи, що він навмисно допомагав їй перемагати Лінч, хоча учасники Судного Дню намагалися тримати їх окремо один від одного. На випуску Raw від 24 червня, Морган допомогла Фіну Балору та Джей Ді МакДоні здолати Міза і Р-Труфа у матчі за Командне Чемпіонство Світу.

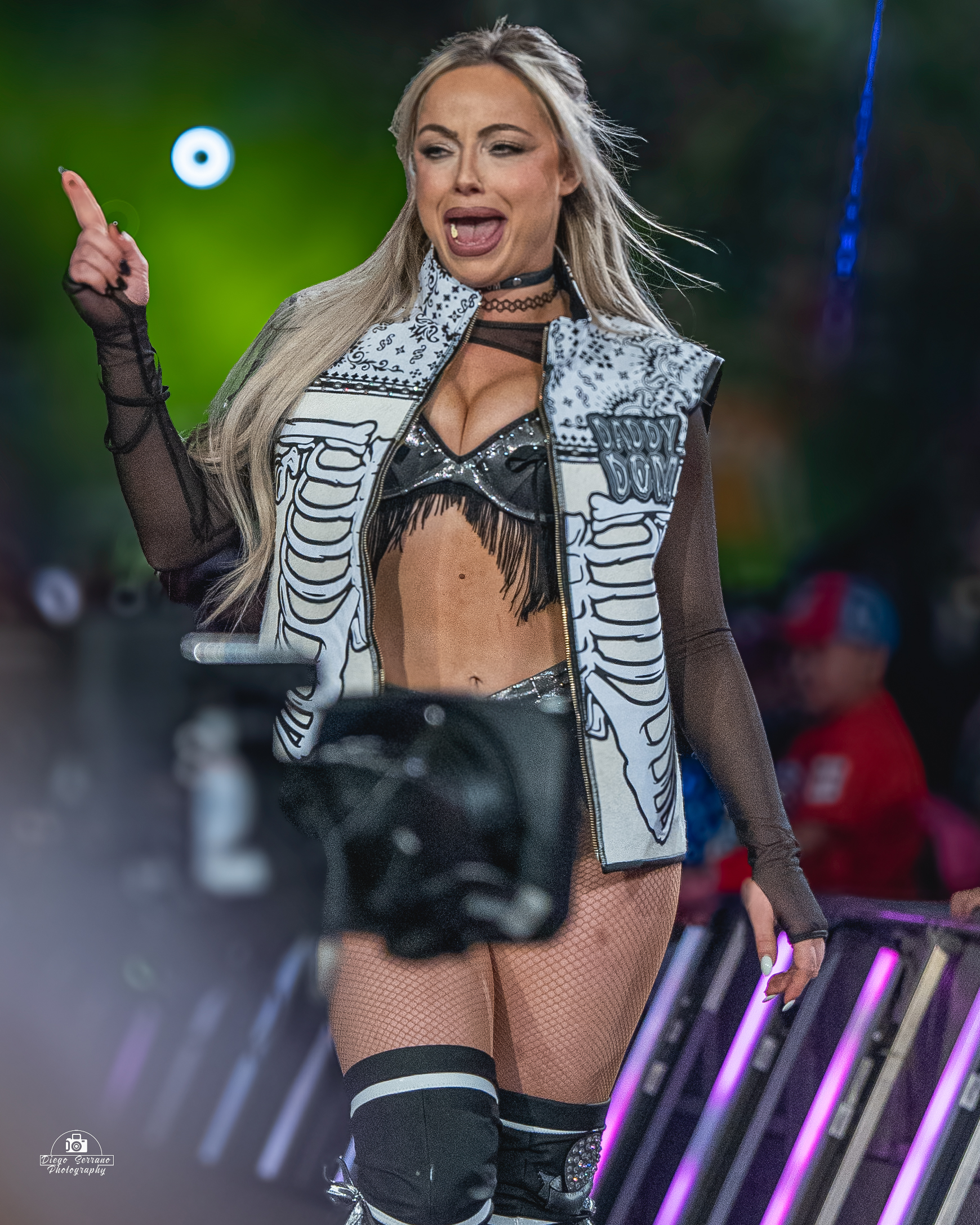
Морган здійснює свій вихід на Королівській битві у лютому 2025 р.

На SummerSlam 3 серпня, Морган здолала Ріплі, зберігши титул після втручання Містеріо, тим самим завдавши першої поразки Ріплі через утримання з травня 2022 року. Після матчу, Містеріо поцілував Морган, зробивши Морган повноцінно хілом вперше з 2019 року. Наступного випуску Raw, Морган офіційно приєдналася до Судного Дню. На Bash in Berlin 31 серпня, Морган і Містеріо програли Ріплі та Прісту в змішаному командному матчі, незважаючи на втручання Балора, МакДонни і Карліто, де Ріплі утримала Морган. На Bad Blood Морган програла через дискваліфікацію Ріплі, але зберегла титул, так як чемпіонство не передається через дискваліфікацію, після втручання від Ракель Родрігес, яка атакувала Ріплі, та об'єдналася з Лів Морган та Судним Днем. На Crown Jewel 2 листопада, Морган здолала Чемпіонку WWE серед жінок Наю Джакс, ставши першою Чемпіонкою Crown Jewel серед жінок після втручання від Містеріо та Родрігес. На випуску Raw від 11 листопада, Морган і Родрігес не змогли виграти Командні Чемпіонства WWE серед жінок у Б'янки Белер і Джейд Каргіл. На Survivor Series WarGames 30 листопада, Морган брала участь у своєму першому матчі WarGames разом з Родрігес, Джакс, Тіффані Страттон і Кендіс Лерей проти Ріплі, Белер, Бейлі, Ійо Скай і Наомі у програшному матчі, у якому Морган була утримана Ріплі. На Saturday Night's Main Event 14 грудня, Морган здолала Скай, зберігши титул. На дебютному випуску Raw на Netflix 6 січня 2025 року, Морган програла титул Ріплі, не дивлячись на втручання від Містеріо та Родрігес, закінчивши свій рейн у 226 днів.
Після програшу титулу, Морган почала виступати виключно у команді з Родрігес. На Королівській битві 1 лютого, Морган вийшла в однойменному матчі під №2, протримавшись більше години, і викинула Наталью і Алексу Блісс, перед тим, як була викинута Джакс. На випуску Raw від 24 лютого, Морган і Родрігес здолали Белер і Наомі, вигравши Командне Чемпіонство WWE серед жінок в рекордний третій раз, після втручання від Містеріо. Морган та Родрігес програли титули Лайрі Валькірії та Беккі Лінч, яка повернулася на Реслманії 41, але повернули їх у матчі-реванші наступного вечора на Raw. Вони також захистили титули на NXT 22 квітня, де здолали Джіджі Долін і Тейтум Пакслі. На випуску Raw від 16 червня, Морган вивихнула плече під час матчу проти Кайрі Сейн, що призвело до приєднання Роксанн Перес до Судного дня, і заміни Морган у якості чемпіонки. WWE визнає це як окремі рейни, тим самим закінчивши рейн Морган з Родрігес у 70 днів.

## Інші медіа
Морган дебютувала у відеоіграх як ігровий персонаж у WWE 2K19, а пізніше з’явилася у WWE 2K20, WWE 2K Battlegrounds, WWE 2K22, і WWE 2K23.
У червні 2022 року було оголошено, що Морган вперше з’явиться у фільмі «Кімната вбивств», де зніматиметься разом із Майєю Хоук, Семюелем Л. Джексоном та Умою Турман. У жовтні було підтверджено, що Морган з'явиться у другому сезоні «Чакі ».

## Особисте життя
У Даддіо є татуювання на шиї з написом «11–21–17» синього, червоного та зеленого кольорів. Її татуювання збігається з колишніми товаришами по команді Riott Squad, Рубі Райотт і Сарою Логан, оскільки всі вони зробили однакове татуювання на згадку про дату свого дебюту в основному ростері. 
Даддіо була у стосунках з колегою-реслером Еріком Арндтом, більш відомим як Енцо Аморе.
У листопаді 2020 року Даддіо підтвердила на скріншоті в Twitter, що вона пройшла курс на агента з нерухомості в Школі нерухомості Боба Хоуга.
Даддіо є фанатом « Грін Бей Пекерс», виконавши «Beer Barrel Polka» (також відому як «Roll Out the Barrel») під час гри на «Ламбо Філд» у грудні 2023 року 
14 грудня 2023 року Даддіо була заарештована за зберігання канабісу (не більше 20 грамів) і володіння вейп-ручкою з канабісом (можливо, що містить синтетичні канабіноїди) в окрузі Самтер . Повідомляється, що заступник шерифа побачив, як її автомобіль перетинає біло-жовту смугу. Тоді Даддіо помістили у в'язницю округу Самтер, а потім звільнили після внесення застави в 3000 доларів.

## Фільмографія
| Фільм | Фільм           | Фільм | Фільм    |
| рік   | Назва           | роль  | Примітки |
| ----- | --------------- | ----- | -------- |
| 2023  | Кімната вбивств | Емма  |          |

| ТВ-шоу     | ТВ-шоу                            | ТВ-шоу | ТВ-шоу                                                                         |
| рік        | Назва                             | роль   | Примітки                                                                       |
| ---------- | --------------------------------- | ------ | ------------------------------------------------------------------------------ |
| 2015, 2019 | Total Divas                       | себе   | Гість: Сезон 4, епізод 9: «Битва див» Повернення (9 сезон): 10 серій           |
| 2021 рік   | Атака шоу!                        | себе   |                                                                                |
| 2022 рік   | Чакі                              | себе   | Сезон 2, епізод 4: «Смерть на відмову»                                         |
| 2022 рік   | Міз і місіс                       | себе   | Епізод: «Королівське повернення»                                               |
| 2023 рік   | Берег Джерсі: сімейний відпочинок | себе   | Епізод: "Get Your Sack in the Hole"                                            |
| 2023 рік   | Сімейна ворожнеча знаменитостей   | себе   | Епізод: «Жінки WWE проти чоловіків WWE та Маркус Лемоніс проти Берта Крайшера» |

## Чемпіонства і досягнення
- ESPN
  - Посіла 9 місце серед 30 найкращих професійних реслерів до 30 років у 2023 році [125]
- АLive Audio Wrestling End of Year Awards
  - Spinoff Series Awards (2 рази)
    - Найгірша реслерка (2016)[126]
    - Найгірший матч року (2016) - з Алією[126]
- New York Post
  - Найкраща рестлерка року (2022) [127]
- Pro Wrestling Illustrated
  - Посіла 17 місце серед 150 найкращих реслерок у рейтингу PWI Women's 150 у 2022 році[128]
  - Посіла 48-е місце серед 50 найкращих команд у рейтингу PWI Tag Team 50 у 2021 році - разом з Рубі Рійотт[129]
- Slam Wrestling Awards
  - Найгірше протистояння - Жінки (2022) - з Рондою Роузі[130]
- Women's Wrestling Fan Awards
  - Найкращий фейс року (2021, 2022)[131][132]
  - Проривна зірка року (2022) [131]
  - Найбільше покращення року (2020) [133]
- WWE
  - Чемпіонство SmackDown/світу серед жінок (2 рази)[134]
  - Командне чемпіонство WWE серед жінок (3 рази) – з Ракель Родрігес[135]
  - Жіночий Money in the Bank (2022)[136]
  - Чемпіонство Crown Jewel серед жінок (2024)[en] [137]